# Stuart Cay
Stuart Cay är en ö i Belize. Den ligger i distriktet Toledo, i den södra delen av landet, 120 km söder om huvudstaden Belmopan.